# Euronext

Historisches Logo

Euronext ist eine internationale Börse bzw. ein Börsenverbund mit den Handelsplätzen Amsterdam, Brüssel, Dublin, Lissabon, Mailand, Oslo und Paris. Der Hauptsitz ist in Amsterdam. Die Aktien der Betreibergesellschaft Euronext N.V. werden an allen von ihr betriebenen Börsen gehandelt.
Die Marktkapitalisierung aller an der Börse gelisteten Unternehmen betrug im August 2017 (an den damals nur 4 Handelsplätzen) 4.192 Milliarden US-Dollar, womit sie zu diesem Zeitpunkt die fünftgrößte Börse der Welt nach Marktkapitalisierung war. Im September 2023 lag die Marktkapitalisierung bei ca. 6,3 Billionen US-Dollar, womit Euronext weltweit auf Platz vier lag.

## Geschichte

### Gründung und Expansion
Das Unternehmen wurde am 22. September 2000 als Holdinggesellschaft niederländischen Rechts durch die Fusion der Börsen von Amsterdam, Brüssel und Paris gegründet. Anfang 2002 expandierte die Euronext durch die Fusion mit der portugiesischen Börse Bolsa de Valores de Lisboa e Porto (BVLP) und die Übernahme der Londoner Terminbörse London International Financial Futures and Options Exchange (LIFFE). Danach war die Euronext die größte grenzüberschreitende Börse Europas.

### Fusion mit der New York Stock Exchange
Am 1. Juni 2006 hatte sich die Euronext zu einer Fusion mit der New York Stock Exchange (NYSE) geeinigt. Euronext-Aktionäre bekamen für jede Euronextaktie 0,98 Aktien der NYSE und zusätzlich 21,32 Euro in bar. Die Aktionäre der beiden Börsen und die Aufsichtsbehörden haben zugestimmt.
Für den 19. Dezember 2006 war eine außerordentliche Hauptversammlung der Euronext einberufen worden. Hier wurde die Fusion endgültig beschlossen. Durch den Zusammenschluss entstand am 4. April 2007 die erste transatlantische Börse. Die neue Holdinggesellschaft trug den Namen NYSE Euronext und hatte eine Marktkapitalisierung von rund 15 Milliarden Euro. Sie besaß die niederländische Euronext N.V. von 2007 bis 2014 als 100-prozentige Tochtergesellschaft.

### Abspaltung von der New York Stock Exchange und Börsengang
Unmittelbar nach der Übernahme der NYSE Euronext durch die Intercontinental Exchange im November 2013 wurde bekannt, dass die Euronext wieder von der NYSE Euronext abgespalten wird, allerdings ohne die LIFFE. Der Grund für diese Entscheidung ist die Auffassung der Intercontinental Exchange, die europäischen Aktienbörsen würden nicht zum Kerngeschäft gehören.  Somit wurde die Fusion nach sieben Jahren wieder rückgängig gemacht. Der Börsengang der Euronext fand am 20. Juni 2014 an den Börsen in Amsterdam, Paris und Brüssel statt; Lissabon folgt erst zu einem späteren Zeitpunkt. Der Ausgabepreis für die 42,25 Millionen platzierten Aktien und somit rund 60 Prozent des Kapitals wurde auf 20 Euro je Aktie festgelegt. Weitere 33,36 Prozent hält eine Gruppe institutioneller Investoren wie ABN Amro und BNP Paribas, da ein Verkauf der Euronext an die Bedingung geknüpft war, dass mindestens 25 Prozent der Anteile für mindestens drei Jahre beim alten Eigentümer verbleiben, alternativ aber auch der Verkauf des Anteils an einen Investor möglich war. Einen Minderheitsanteil von rund 7 Prozent behält die Intercontinental Exchange. Der Erlös aus diesem Börsengang liegt bei 842 Millionen Euro. Am ersten Handelstag schloss die Euronext-Aktie 2 Prozent unter dem Ausgabekurs, notierte jedoch zeitweilig bis zu 5 Prozent tiefer. Dennoch konnten alle angebotenen Aktien erfolgreich platziert werden. Die Marktkapitalisierung der Euronext lag zum Zeitpunkt der Emission bei rund 1,4 Milliarden Euro.

### Expansion
2019 übernahm die Euronext die Börse Oslo.  Sie setzte sich dabei gegen die ebenfalls interessierte Nasdaq durch. Im Jahr 2020 kaufte die Euronext die Borsa Italiana von der britischen Börse London Stock Exchange (LSE). Der Kaufpreis für den Betreiber der Mailänder Börse betrug 4,325 Mrd. Euro. 2021 wurde die Fusion vollständig vollzogen.

## Handelsplätze

### Börsen und Aktienindizes
Die Tabelle zeigt die Handelsplätze und deren wichtigste Aktienindizes.
| Börse              | Land        | Sitz      | Teil von Euronext seit | Aktienindex        |
| ------------------ | ----------- | --------- | ---------------------- | ------------------ |
| Euronext Amsterdam | Niederlande | Amsterdam | 2000                   | AEX index          |
| Euronext Brüssel   | Belgien     | Brüssel   | 2000                   | BEL20              |
| Euronext Dublin    | Irland      | Dublin    | 2018                   | ISEQ Overall Index |
| Euronext Lissabon  | Portugal    | Lissabon  | 2002                   | PSI 20             |
| Euronext Paris     | Frankreich  | Paris     | 2000                   | CAC 40             |
| Borsa Italiana     | Italien     | Mailand   | 2021                   | FTSE MIB           |
| Oslo Børs          | Norwegen    | Oslo      | 2019                   | OBX Index          |

### Euronext Growth
Ähnlich dem ehemaligen deutschen Entry Standard ist die Euronext Growth ein spezielles, im Mai 2005 von der Euronext Paris noch unter dem Namen Alternext geschaffenes, Marktsegment der Euronext. Im Sinne der deutschen Wertpapierdienstleistungsrichtlinie war die Alternext dabei kein geregelter Markt. Im Mai 2017 wurde die Alternext im Bestreben, die Marktnamen zu vereinfachen, in Euronext Growth umbenannt.

### Euronext 100
Der Aktienindex Euronext 100 umfasst die 100 stärksten Werte dieser Börsen.

## Mitgliedschaften
Die Börse ist Mitglied in:
- World Federation of Exchanges[15]
- Federation of European Securities Exchanges[16]